# 弓山達也
弓山 達也（ゆみやま たつや、1963年 - ）は、日本の宗教学者。東京科学大学リベラルアーツ研究教育院教授／環境・社会理工学院社会・人間科学系教授。同大学法人評議員。日本宗教学会常務理事。公益財団法人国際宗教研究所常務理事。宗教文化教育推進センター運営委員。専門は宗教社会学。「現代世界における宗教性／霊性」をテーマに研究を進めている。

## 来歴
- 1963年、奈良県に生まれる。
- 1981年、東京都立豊島高等学校卒業。
- 1986年、法政大学文学部哲学科卒業。
- 1991年、大正大学大学院文学研究科宗教学専攻博士課程単位取得満期退学。
- 1992年4月から、大正大学文学部国際文化学科の非常勤講師 。（1998年3月まで）
- 1998年4月から、大正大学I類担当の任期制専任講師。（2001年3月まで）
- 2000年4月から、慶應義塾大学文学部の非常勤講師。（ 2012年3月まで）
- 2000年9月、大正大学より博士（文学）の学位を取得。学位請求論文の題は「新宗教における分派分立の研究 : 天理教系教団をめぐって」[3]。
- 2001年4月から、大正大学人間学部人間科学科の助教授。（2006年3月まで）
- 2004年4月から、國學院大學神道文化学部の非常勤講師。（2011年3月まで）
- 2006年4月から、大正大学人間学部人間科学科の教授。（2008年3月まで）
- 2008年4月から、大正大学人間学部人間科学科教育人間学専攻の教授。（2011年3月まで）
- 2008年10月から、東京大学文学部の非常勤講師。（2009年3月まで）
- 2009年4月から、聖心女子大学文学部の非常勤講師。（2012年3月まで）
- 2010年4月から、立教大学の非常勤講師。（2012年3月まで）
- 2012年9月から、エトヴェシュ・ロラーンド大学日本学科客員教授。（2013年3月まで）
- 現在は、東京工業大学大学リベラルアーツ研究教育院の教授（環境・社会理工学院社会・人間科学系を兼務）。

## 人物
- コミック『進撃の巨人』は、新刊が出るたびに購入している。[4]
- 2011年6月、埼玉県蕨市にある武南中学校・高等学校にて、「教室で『いのち』は教えられるか」というテーマで出張講義を行った。[5]
- 2011年4月16日から20日まで、東日本大震災の被災地である宮城県南三陸町に赴き、大正大学の学生・教職員と共に支援活動に従事した。[6]
- 2010年10月、当時弓山が大正大学で担当していた『現代社会の倫理を考える』という授業が、小学館の『SAPIO』連載「『ハーバード白熱教室』が日本にもあった」で取り上げられた。[7]
- 東京工業大学では「成績を出して単位をもらう、単位をもらうことが大学に来る目的になっている」という大学制度に対する批判の元、程すべての学生に平均点96点を出すという大盤振る舞いをかつてしていたが、公平性の観点から別の学生から苦情が来たため、小テストを一部導入している旨の発言をした。

## 発言・思想
- 仏教団体・仏教者が被災地で活動することについて、「自由市場に投げ出されるのだから、最初は混乱するでしょう。非常に僭越ですが、それは日本仏教が鍛えられていく場面なんだろうと思う」「昨今の「仏教」ブームは本当に人々を救う力となりうるのか。震災はそれを試してもいる」と述べている。[8]
- 大学教育について、「いくら教員がその何かを提供しようとしても、それは所詮与えられたもの、せいぜいきっかけにすぎない。自ら動ける学生を、私は自律の観点から『立派だ』と評価している。共有できる何かを求め、その環境を自ら創造できる場、あるいはそうした力を養う場が大学であると思う」という持論を主張している。[9]

## 担当経験のある科目
- 現代社会とスピリチュアリティ （大正大学）
- 宗教と社会問題 （大正大学）
- こころの教育を考える （大正大学）
- 宗教学の基礎 （大正大学）
- スピリチュアルブームの功罪 （大正大学）
- 比較文化宗教学演習 （聖心女子大学）
- 文系エッセンス（宗教学） （東京工業大学）

## 所属学会
- 日本宗教学会（1987年4月～）
- 「宗教と社会」学会（1993年6月～）
- 日本社会学会（1997年8月～）
- 国際宗教社会学会（2001年7月～）

## 著作
- 『天啓のゆくえ - 宗教が分派するとき』（日本地域社会研究所） 2005

### 共編著
- 『祈るふれあう感じる - 自分探しのオデッセー』（芳賀学共著、アルファベータ） 1994
- 『癒しと和解 - 現代におけるCAREの諸相』（新屋重彦, 田邉信太郎, 島薗進共著、ハーベスト社） 1995
- 『癒しを生きた人々 - 近代知のオルタナティブ』（田邉信太郎, 島薗進共著、専修大学出版局） 1999
- 『スピリチュアリティの社会学 - 現代世界の宗教性の探求』（伊藤雅之, 樫尾直樹共著、世界思想社） 2004
- 『現代における宗教者の育成』（責任編集、大正大学出版会） 2006
- 『いのち・教育・スピリチュアリティ』（カール・ベッカーほか、大正大学出版会） 2009
- 『情報時代のオウム真理教』（井上順孝責任編集、春秋社） 2011

※第I部六章「オウム真理教における説法の変遷」の執筆担当
- 『プレステップ基礎ゼミ』（川廷宗之, 川野辺裕幸, 岩井洋編、弘文堂） 2011

※第5章「大学生活はワンダーランド - カルトと消費者問題」の執筆担当
- 『現代日本の宗教事情〈国内編Ｉ〉』（堀江宗正責任編集、岩波書店、いま宗教に向きあう1) 2018

※第6章「スピリチュアリティといのちの教育」の執筆担当
- 『東日本大震災後の宗教とコミュニティ』（星野英紀共編、ハーベスト社） 2019

## 出演

### テレビ出演
- TOKYO MX ニュース 特集・変わる大学〜地域との連携を求めて（TOKYO MX、2010年8月6日）
- 精神文化の時間（CS放送スカイパーフェクTV・216Ch、2004年9月10日）

### 新聞掲載記事
- 背景に自己肯定感の低さ オウム事件死刑執行（信濃毎日新聞、2018年7月27日）
- 路上生活者支援から見えるもの 当事者含む町づくりへ活動（中外日報、2018年6月22日）
- 『苦海浄土』と水俣病の当事者性 豊かな宗教的世界に学ぶ（中外日報、2018年4月27日）
- カルトと暴力 恐怖に支えられた疑似家族（中外日報、2014年9月12日）
- 医療、教育と宗教 生死の現場に意識的関与（中外日報、2014年5月23日）
- 大震災を機に 研究の在り方変わる（新宗教新聞、2014年2月25日）
- スピリチュアリティとは？ 大切な“目に見えないもの”外形より「思いやりの心」を（毎日新聞、2012年6月1日夕刊）
- キャンパスのカルト事情 オウム知らぬ学生増加（信濃毎日新聞、2012年5月29日夕刊）
- 大学の地域貢献 新たな文化育成へ（神奈川新聞、2011年7月18日）
- 宗教者と市民とのネットワークを目指して（中外日報、2011年4月7日）
- オウムが陥った錯誤 『宗教事件の内側』の書評（秋田魁新報、2008年12月30日）
- 宗教界と市民をつなぐ／教育・医療現場で協働の動き（東京新聞、2008年12月2日）
- 若者の人間観 10年で変化（東京新聞、2006年9月16日）
- 地下鉄サリン事件から10年 若者と宗教に大きな溝（読売新聞、2005年3月15日）
- 「スピリチュアル」語る場提供 宗教研究者の挑戦（毎日新聞、2005年1月21日夕刊）

### 雑誌
- スピリチュアルって、なぁに？（浄土宗発行『かるな』70号、2011年春）※今岡達雄氏との対談
- 「ハーバード白熱教室」が日本にもあった 弓山達也「現代社会の倫理を考える」（小学館『SAPIO』 2010年10月20日号）
- スピリチュアルって何？ オウム事件の風化で再び花開く癒しの市場（中央公論2006年12月号）

## 論文
- 霊性としての仏教 : ハンガリー人関心層のインタビュー調査から（日本宗教学会 宗教研究、2014年3月）
- 宗教文化教育の応用と実践 : 市民と協働してつくるいのちの教育（大正大学宗教学会 宗教学年報、2013年）
- 日本語教師とつくる｢死生観の探求｣授業 : エトヴェシュ・ロラーンド大学日本学科での7ヶ月（大正大学宗教学会 宗教学年報、2013年）[10]
- 建学の精神と被災地支援 : 宗教立大学のばあい（日本宗教学会 宗教研究、2012年3月）[11]
- 体験談と宗教意識の研究 : 納得できる体験談とは何か（日本宗教学会 宗教研究、2011年3月）[12]
- スピリチュアルブームを超えて、精神性の高みへ (宗教の時代へ)（第三文明社、2010年10月）[13]
- 日本におけるスピリチュアル教育の可能性（日本宗教学会 宗教研究、2010年9月）[14]
- 「心のノート」の可能性と限界 : 官製スピリチュアルのほころび（日本宗教学会 宗教研究、2010年3月）[15]
- 現代スピリチュアリティ文化の明暗（日本宗教学会 宗教研究、2009年3月）[16]
- 宗教社会学から見たいのちの教育（現代のエスプリ、2009年2月）[17]
- 現代人の生命観とスピリチュアリティ（親鸞仏教センター 現代と親鸞、2008年12月）[18]
- 危機に陥ったスピリチュアリティ（第三文明社、2007年11月）[19]
- 「心のノート」は「いのち」をどう伝えているか（日本宗教学会 宗教研究、2007年3月）[20]
- 大学教育におけるブログの活用 : 「生きる力」を学び育む（日本宗教学会 宗教研究、2006年3月）[21]
- 霊性と資格--日本におけるスピリチュアルケア・ワーカー養成をめぐって（勉誠出版 アジア遊学、2006年2月）[22]
- 国際結婚における宗教的・文化的アイデンティティをめぐる諸問題に関する調査研究（大正大學研究紀要 人間學部・文學部、2005年）[23]
- 映画評にみられる死生観 : 北野武をめぐって（日本宗教学会 宗教研究、2004年3月）[24]
- 宗教情報リサーチセンターの可能性（消費者法ニュース発行会議、2003年9月）[25]
- 「癒し」と若者文化（大正大学研究論叢、2001年3月）[26]
- 自己実現の〈学び〉をどう構築するか（日本私立大学連盟 大学時報、2000年9月）[27]
- 体験談の変遷とその意味 (ワークショップ 「宗教」としてのオウム真理教) （「宗教と社会」学会、1996年）[28]
- 日本におけるヒーリング・ブームの展開（日本宗教学会 宗教研究、1996年）[29]
- 弁天宗における救済論の展開 : 特に水子供養に関連させて（日本宗教学会 宗教研究、1994年）[30]
- 自己啓発セミナーとマスコミ報道（国学院大学出版部 国学院雑誌、1992年）[31]